# Saison 3 de Da Vinci's Demons
Chronologie
Saison 2
Cet article présente les épisodes de la troisième et dernière saison de la série télévisée américaine Da Vinci's Demons.

## Distribution

### Acteurs principaux
- Tom Riley (VF : Axel Kiener) : Léonard de Vinci
- Laura Haddock (VF : Hélène Bizot) : Lucrezia Donati
- Blake Ritson (VF : Jean-Marco Montalto) : Comte Girolamo Riario
- Elliot Cowan (VF : Bruno Magne) : Laurent de Médicis
- Lara Pulver (VF : Laurence Crouzet) : Clarisse Orsini
- James Faulkner (VF : Georges Claisse) : Sixte IV

## Liste des épisodes

### Épisode 1:Toujours infidèle
- États-Unis : 24 octobre 2015 sur Starz[1]

La cité de Naples est attaquée par les Turcs.

### Épisode 2:L'ange exterminateur
- États-Unis : 31 octobre 2015 sur Starz

### Épisode 3:Modus Operandi
- États-Unis : 7 novembre 2015 sur Starz

### Épisode 4:Le fil d'Ariane
- États-Unis : 14 novembre 2015 sur Starz

### Épisode 5:L'armure sans faille
- États-Unis : 21 novembre 2015 sur Starz

### Épisode 6:Le libre arbitre
- États-Unis : 28 novembre 2015 sur Starz

### Épisode 7:De ses propres ailes
- États-Unis : 5 décembre 2015 sur Starz

### Épisode 8:La révélation de la machine
- États-Unis : 12 décembre 2015 sur Starz

### Épisode 9:La colère des anges
- États-Unis : 19 décembre 2015 sur Starz

### Épisode 10:Ultime bataille
- États-Unis : 26 décembre 2015 sur Starz